# Tekken Card Challenge
Tekken Card Challenge is een computerspel voor de WonderSwan-spelcomputer van Bandai in het jaar 1999. Het spel hanteert een kaartspel vergelijkbaar met de kaartspellen van Pokémon en Yu-Gi-Oh!. Met behulp van een papier-steen-schaar-systeem kunnen gevechten opgezet worden, compleet met combo's en verdedigingacties. De game bevat een avontuurmodus waarmee een personage bestuurt kan worden door een wereld om nieuwe personages vrij te spelen. Doordat de WonderSwan niet kon concurreren met de Gameboy Color van Nintendo zijn zowel de game als de spelcomputer nooit buiten Japan verschenen.

## Karakters
- Anna Williams
- Bryan Fury
- Crow
- Eddy Gordo
- Forest Law
- Gun Jack
- Hwoarang
- Heihachi Mishima
- Jin Kazama
- Julia Chang
- King
- Kuma
- Lei Wulong
- Ling Xiaoyu
- Mokujin
- Nina Williams
- Ogre (onspeelbaar)
- Panda
- Paul Phoenix
- Yoshimitsu